# Agrotis pallida
Agrotis pallida là một loài bướm đêm trong họ Noctuidae.